# Nico Gori
 (mai 2012).
Si vous disposez d'ouvrages ou d'articles de référence ou si vous connaissez des sites web de qualité traitant du thème abordé ici, merci de compléter l'article en donnant les références utiles à sa vérifiabilité et en les liant à la section « Notes et références ».
Nico Gori est un clarinettiste italien né le 13 septembre 1975 à Florence.

## Biographie
Nico Gori commence la clarinette dès l’âge de  6 ans et sort diplômé du Conservatoire Luigi Cherubini de Florence en 1993. Il se perfectionne ensuite en suivant des master class avec de jazzmen comme Dave Liebman ou Tony Scott.
Il a donné de nombreux concerts en soliste ou en big band, orchestres symphoniques, groupes de jazz en leader ou sideman, de la musique classique au jazz en passant par le funk et l’acid jazz.
Dès 1999, il collabore avec des musiciens tels que Stefano Bollani et Enrico Rava. En 2003 il a enregistré son premier album jazz en leader : Groovin’ High avec son quartet pour le label Philology.
Depuis 2004 il est membre du Stefano Bollani’s New Quintet, jouant dans des festivals et théâtres partout dans le monde : Umbria Jazz à Melbourne (Australie), Dinan Jazz Festival (Belgique), TIM Festival à Rio de Janeiro et Sao Paolo (Brésil), Ginza Jazz Festival (Japon). En 2005 il enregistré avec le quintet de Stefano Bollani le double CD I Visionari avec pour invité Mark Feldman (violon) pour Label Bleu. Il collabore ensuite, toujours avec Bollani, au projet Nuvole.
En 2008 il enregistre encore avec le Stefano Bollani Quintet Ordine Agitato pour Universal. Le projet réunit certains des plus grands musiciens brésiliens : Marco Pereira, Jorge Helder, Ze Nogueira, Armando Marcal, Jurim Moreira, Ze Renato et Monica Salmaso.
Depuis 2005 Nico Gori est le leader d’un quartet français avec qui il a enregistré Alien in your head.
En 2006, il devient soliste clarinette et saxophone alto du Vienna Art Orchestra dirigé par Mathias Ruegg.
En juillet 2008 Nico Gori part en tournée avec le Stefano Bollani Carioca project and joue dans la plupart des grands festivals de jazz italiens.
En 2009, il enregistre l’album Shadowavec le trompettiste Tom Harrell et Nico Gori(Bb-cl, b-cl,  sop, ts) Stefano Onorati(p) Stefano Senni (b) Ettore Fioravanti (d). 
Il enregistre ensuite un album en duo Da Vinci avec Fred Hersch pour le label Bee Jazz sorti en mars 2012.